# Gurania lobata
Gurania lobata là một loài thực vật có hoa trong họ Cucurbitaceae. Loài này được (L.) Pruski mô tả khoa học đầu tiên năm 1999.